# Willi Giesemann
Wilhelm Giesemann (Braunschweig, 2 de setembro de 1937) é um ex-futebolista alemão que atuava como defensor.

## Carreira
Willi Giesemann fez parte do elenco da Seleção Alemã na Copa do Mundo de 1962.